# Aratos
Aratos, též Arátos, Aratus, Aratos ze Soloi či Aratos ze Sol v Kilikii, řecky Ἄρᾱτος ὁ Σολεύς (asi 315 př. n. l. – 240 př. n. l.) byl starořecký básník. Z jeho básnického díla se dochovala jen didaktická epická skladba Fainomena (Nebeské jevy), která shrnuje dobové astronomické vědění.

## Život
Studoval v Athénách u Zénóna z Kitia. Spolu se svým spolužákem, stoikem Persaiem se roku 272 př. n. l. vydal do Makedonie, na dvůr krále Antigona Gonaty, který ho měl inspirovat k sepsání Fainomeny. Později působil též na dvoře syrského krále Antiocha I.

## Fainomena
Fainomena se dělí na dva díly. V prvním se popisují pohyby a postavení hvězd. Předpokládá se, že díl nebyl dokončen, neboť v něm schází pojednání o Slunci a Měsíci. Díl druhý se opírá o Theofrasta a obsahuje tzv. diosémeia (diosémeiai), tedy předpisy pro předpovídání počasí na základě nebeských úkazů.
Kniha se vyznačuje velmi kultivovaným a přitom jasným jazykem, takže byla velmi oblíbená. Cicero i Germanicus ji překládali, Germanicův překlad se zachoval, Ciceronův jen zčásti.

## Hodnocení
Ottův slovník naučný hodnotil Arata takto: „Aratos, řecký didaktik, … nebyl ani básník ani učenec, nýbrž spíše duchaplný veršovec, mistrně vládnoucí formou. Vzav si za vzor Homéra a Hésioda spracoval látku dosti nevděčnou přehledně, jednoduše a jasně, mluvou hladkou, místy lahodnou, veršem přesným. Pro tyto přednosti formálné byl Aratos již ve starém věku pilně čten a kommentován, jak dokazuje zachovaná sbírka scholií a kommentářů.“
Je po něm pojmenován kráter Aratus na přivrácené straně Měsíce.